# Ту-126
Ту-126 (изделие «Л» (Лиана), по кодификации НАТО: Moss — «мох») — первый советский самолёт — носитель радиоэлектронных средств дальнего радиолокационного обнаружения (ДРЛО) воздушных и морских целей. Создан на базе пассажирского лайнера Ту-114 в качестве носителя аппаратуры радиолокационного комплекса «Лиана» и аппаратуры взаимодействия с авиационно-ракетным комплексом дальнего перехвата (АРКП) «Ту-28-80» (Ту-128С-4).

## История создания
Вторая половина 1950-х годов — один из наиболее горячих периодов «холодной» войны. Для обеспечения военно-стратегического паритета («равновесия страха»), потребовалось совершенствовать наступательные и оборонительные системы вооружения, в частности — систему ПВО. В то время для северных рубежей СССР наибольшую угрозу представляли стратегические бомбардировщики НАТО. Развёртывание в условиях Крайнего Севера наземных средств ПВО требовало огромных материальных затрат и продолжительного времени. Поэтому было решено создать авиационную систему дальнего радиолокационного обнаружения (ДРЛО), размещённую на самолётах-носителях, для действий в системе ПВО страны. В сравнении с наземными и корабельными системами ПВО, авиационная система ДРЛО требовала меньших материальных и временны́х затрат, обладала повышенной боевой устойчивостью и гибкостью применения (возможность перелёта на наиболее опасные направления), а также значительно большей дальностью обнаружения воздушных целей РЛС с высот барражирования.
В 1958 году в рамках программы совершенствования системы ПВО СССР Постановлением Совета Министров СССР № 608—293 от 4 июля 1958 года и приказом ГКАТ № 211 от 17 июля 1958 года ОКБ-156 Туполева было выдано задание создать самолёт-носитель для радиотехнического комплекса ДРЛО и одновременно разработать комплекс дальнего перехвата «Ту-28-80». Задание содержало следующие требования: самолёт-носитель комплекса — бомбардировщик Ту-95 или его высотный вариант Ту-96; продолжительность полёта — 10÷12 часов; практический потолок — 8000÷12000 м; дальность обнаружения воздушных целей в передней полусфере для целей типа: МиГ-17 — 100 км, Ил-28 — 200 км, 3М — 300 км; дальность передачи информации — 2000 км. Срок предъявления на совместные лётные испытания самолёта ДРЛО и комплекса дальнего перехвата — в первом квартале 1961 года. Разработчиками аппаратуры комплекса ДРЛО определены: НИИ-17, ОКБ-373, НИИ-25 и НИИ-101. Головным предприятием по всей системе комплекса определено ОКБ-156.
Первоначально прорабатывался вариант самолёта на базе Ту-95. Два года велась исследовательская работа, и к 1960 году было принято решение не использовать в качестве базового стратегический бомбардировщик. Гораздо лучше для размещения большого количества аппаратуры и многочисленного экипажа подходил пассажирский лайнер Ту-114.

### Период эскизного проектирования
К концу 1958 года заказчик выдал ОКБ-156 уточнённые тактико-технические требования на разрабатываемый комплекс ДРЛО, которые командование ВВС утвердило 9 апреля 1959 года, а командование ПВО — 2 сентября 1959 года. В ходе эскизного проектирования был рассмотрен вариант установки перспективной радиолокационной станции слежения за воздушными и морскими целями — «Озеро». Выяснилось, что фюзеляжные отсеки бомбардировщиков Ту-95, Ту-96 и герметичный пассажирский отек Ту-116 малы по объёмам для размещения всего комплекта радиотехнического оборудования комплекса, обеспечения нормальных условий его функционирования и работы лётного и обслуживающего аппаратуру экипажа. Тогда отдел технических проектов ОКБ-156 под руководством С. М. Егера разработал вариант носителя комплекса ДРЛО на базе пассажирского самолёта Ту-114, фюзеляж которого имел значительно больший диаметр и объём гермокабины. При этом были решены проблемы: обеспечения охлаждения отдельных блоков, удобства подходов для осмотра и ремонта аппаратуры на земле и в полёте, обеспечения возможности размещения на борту двух полных смен радиоэкипажа (в каждой смене по 12 специалистов, работающих с комплексом (операторов) и обслуживающих его в полёте), в связи с большой продолжительностью полёта и увеличения комплекта целевого оборудования. Согласно эскизному проекту, самолёт ДРЛО на базе Ту-114 имел следующие расчётные параметры: максимальная скорость полёта — 825 км/ч, крейсерская — 650÷700 км/ч, практическая дальность с дозаправкой — 11 000 км, время барражирования на рубеже 2000 км — 3 ч. Однако в связи с продлением сроков проведения Государственных испытаний Ту-114 заказчик некоторое время настаивал на использовании в качестве носителя комплекса Ту-95, и были продолжены поиски оптимального размещения аппаратуры комплекса на Ту-95. Одновременно возникли научно-технические проблемы в процессе разработки аппаратуры комплекса ДРЛО.

### Период рабочего проектирования
30 января 1960 года утверждён общий вид самолёта ДРЛО на базе Ту-114, и начался этап его рабочего проектирования под шифром «изделие Л». Общее руководство по теме возложено на Н. И. Базенкова (ведущий конструктор по самолётам семейства Ту-95/114). К этому времени была создана основа комплекса ДРЛО — бортовая РЛС «Лиана» (вариант наземной РЛС П-30) и определены её массово-габаритные характеристики, необходимые для определения её места расположения на самолёте, проектирования силового пилона и обтекателя антенной системы. Основной объём проектных работ выполнили Куйбышевский филиал ОКБ-156 при заводе № 18, под руководством А. И. Путилова, конструкторы и технологи завода № 18, предприятия и организации ГКАТ, и смежных отраслей промышленности. По сравнению с базовым проектом «114» (Ту-114), изменениям подверглись: конструкция и внутренняя компоновка фюзеляжа (разделение на отсеки), ряд самолётных систем и бортовое оборудование. Кабина лётного экипажа практически не изменилась, лишь рабочее место штурмана стеснили установкой дополнительного оборудования; обеспечено аварийное покидание самолёта экипажем — через люк в нише передней ноги шасси (в выпущенном её положении) и через аварийный люк в полу 1-го отсека. Значительно сокращено количество бортовых иллюминаторов. На верхней палубе объём фюзеляжа разделён на шесть отсеков установкой поперечных несиловых перегородок: 1-й отсек — для размещения бортовой ЭВМ, мест операторов и части блоков «Лианы»; между перегородками 1-го и 2-го отсеков расположили гардероб; 2-й отсек — резервный, для размещения дополнительного оборудования; 3-й отсек — для размещения рабочего места стрелка́ с телевизионным прицелом — для дистанционной кормовой пушечной турельной установки (две пушки АМ-23, кормовая прицельная РЛС «Криптон»); 4-й отсек — для мест отдыха экипажа; 5-й отсек — для размещения блоков станции «Лиана»; 6-й отсек — для размещения блоков радиотехнической системы «Кристалл». В районе 5-го отсека усилили шпангоуты под установку над фюзеляжем мощного вертикального пилона (высотой 2,6 м) с грибовидным обтекателем антенного блока РЛС (диаметром 11 м и высотой 2 м), вращающегося совместно с антенной РЛС с угловой скоростью 10 оборотов в минуту для обеспечения кругового обзора. В обтекателе и пилоне предусмотрели эксплуатационные люки для осмотра антенной системы РЛС и проведения работ на ней. На нижней палубе разместили часть агрегатов самолётных систем и аппаратуру радиоэлектронного противодействия (РЭП). Под фюзеляжем, в районе 5-го отсека, предусмотрели установку обтекателя жидкостного и воздушного радиаторов, обеспечивающих нормальный температурный режим работы блоков РЛС «Лиана». С учётом влияния вихревой пелены, генерируемой фюзеляжным пилоном и обтекателем РЛС, для обеспечения приемлемых характеристик путевой устойчивости и управляемости самолёта под хвостовой частью фюзеляжа установили вертикальный киль-гребень большой площади. Первоначально предполагалось установить на пилон неподвижный обтекатель антенны РЛС с вращающейся внутри него антенной РЛС, но А. И. Путилов на основании детальной проработки системы «пилон — обтекатель — антенна» предложил более простой в конструктивном отношении и облегчённый вариант установки на пилон обтекателя, вращающегося совместно с антенной РЛС. Главный конструктор ОКБ-156 А. Н. Туполев, сначала отверг вариант Путилова ввиду отсутствия необходимого стандартного подшипника диаметром 1200 мм, но после бурного осуждения активно его поддержал и, используя своё влияние, «пробил» необходимое решение в Правительстве.
Некоторые советские историки полагали, что Ту-126 «первый в мире самолёт ДРЛО с вращающимся грибовидным обтекателем РЛС», даже указывали на «заимствование» решения в США. Но Lockheed WV-2E с антенной РЛС в таком вращающемся обтекателе построен за шесть лет до полёта Ту-126 (а работы, в том числе проектные начались с середины 1950-х годов), в 1956 году. Grumman E-2 Hawkeye полетел осенью 1960 года, за два года до Ту-126. Первые же проекты с такой установкой антенны РЛС на самолёте относятся к концу Второй мировой войны.
В ходе рабочего проектирования, с учётом фактических масс и характеристик поставляемого радиоэлектронного оборудования, уточнялись расчётные лётно-технические и тактические характеристики самолёта.
30 мая 1960 года Постановлением Совмина СССР № 567—230 (второе по комплексу Ту-126) и 10 июня 1960 года Приказом ГКАТ № 217 самолётом-носителем комплекса ДРЛО окончательно определён модифицированный Ту-114 с бортовой РЛС «Лиана» и определены требования: «Обеспечить постройку на заводе № 18 Куйбышевского СНХ по технической документации ОКБ-156 с комплектом бортовой аппаратуры „Лиана“, комплекта агрегатов этого самолёта для статических испытаний по перечню, согласованному с ОКБ-156, и трёх обтекателей антенны самолётной радиолокационной станции дальнего обнаружения „Лиана“… ОКБ-156 передать заводу № 18 техническую документацию на самолёт Ту-126 в июне-августе 1960 г. Техническую документацилётной радиолокационной станции дальнего обнаружения „Лиана“… ОКБ-156 передать заводу № 18 техническую документацию на самолёт Ту-126 в июне-августе 1960 г. Техническую документацию на антенны „Лиана“ НИИ-17 передать заводу № 18 до 5 июня 1960 г. Заводу № 18 поставить ОКБ-156: самолёт Ту-126 для лётных испытаний, срок — август 1961 г.; комплект агрегатов для статических испытаний, срок — четвёртый квартал 1960 г. Заводу № 18 поставить в июле 1960 г. заводу № 23 три обтекателя для монтажа антенн станции „Лиана“. Обязать ГКРЭ поставить заводу № 18 в январе 1961 г. один комплект бортовой аппаратуры „Лиана“ для самолёта Ту-126. Обязать МО оплатить по фактическим затратам заводу № 18 стоимость Ту-126, изготовленного для лётных испытаний. По окончании совместных испытаний Ту-126 передать МО для эксплуатации…» Эти же документы определяли разработчиков оборудования и сроки поставки: индикаторных трубок с повышенной разрешающей способностью, новых систем связи, аппаратуры шифрования данных и госопознавания. От ОКБ-156 требовалось обеспечить: общую координацию взаимодействия смежных предприятий, разработать вариант установки на Ту-126 аппаратуры целеуказания подводным лодкам, определить место проведения совместных испытаний комплекса ДРЛО и обеспечить предъявление его на совместные лётные испытания в четвёртом квартале 1961 года.
Постановлением СМ СССР № 567—230 от 30 мая 1960 года определялся разработчик самолёта — КБ А. Н. Туполева, разработчик комплекса «Лиана» — НИИ-17 и изготовитель — завод № 18 в г. Куйбышеве. Непосредственно разработкой самолёта занимался филиал Туполевского КБ на заводе № 18, руководил работами конструктор А. И. Путилов.
С 7 по 12 декабря 1960 года на заседании макетной комиссии, под председательством заместителя командующего авиацией ПВО — генерала-полковника Подольского, были утверждены компоновка фюзеляжа и состав оборудования. С учётом превосходных (в то время) заявленных характеристик РЛС «Лиана» (дальность обнаружения воздушных целей — от 100 до 350 км (в зависимости от размеров цели); дальность обнаружения морской цели (типа крейсер) — до 400 км; дальность передачи полученных данных бортовой телекодовой аппаратурой на КП ПВО и КП ВМФ — до 2000 км), а также с учётом заявленных лётно-технических данных и данных по всему составу бортового радиоэлектронного оборудования были уточнены тактико-технические требования, предъявляемые к комплексу ДРЛО.
Содержание уточнённых тактико-технических требований к комплексу ДРЛО:
- Обеспечить вынос рубежей перехвата на дистанцию 1000 км от береговой черты, для целей, имеющих скорость полёта 900 км/ч (бомбардировщики В-52, В-47, «Вулкан», «Вэлиэнт» и «Виктор»).
- Обеспечить взаимодействие комплекса ДРЛО с комплексом дальнего перехвата Ту-28-80 (Ту-128С-4), соответственно — включить в состав экипажа офицера наведения.
- Обеспечить, в установленное тактическое время (с учётом заявленной скорости полёта) — создание рубежей гарантированного обнаружения воздушного и морского противника для всех задаваемых направлений, включая высокие широты, где невозможно развёртывание наземных РЛС, и в морских районах, где с учётом текущих погодных условий затруднительно развертывание корабельных средства дальнего обнаружения.
- Обеспечить повышение показателей боевой устойчивости путём оборудования самолёта ДРЛО эффективными средствами защиты от поражения крылатыми и баллистическими ракетами с пассивными системами самонаведения, предназначенными для уничтожения работающих стационарных РЛС.
- Обеспечить срыв сопровождения комплекса ДРЛО пассивными средствами ПВО противника (на расчётном режиме работы систем комплекса ДРЛО) путём чередования периодов режима активного излучения РЛС «Лиана» с периодами режима радиомолчания (периоды работы только средств радиотехнической разведки).
- Обеспечить выполнение задач по разведке авианосных ударных соединений, с выходом из-под удара палубных истребителей противника (с учётом достаточно высокой заявленной скорости полёта).
- Изменить состав и размещение оборудования в связи с неэффективностью кормовой оборонительной установки для самолёта ДРЛО, соответственно — упразднить рабочее место стрелка, кормовую стрелковую установку и прицельную РЛС.
- Расширить боевые возможности самолёта ДРЛО путём установки системы радиотехнической разведки (РТР), способной обнаруживать работающие РЛС на дальности до 600 км;
- Изменить размещение рабочих мест радиотехнического экипажа в целях обеспечения возможности увеличения его численного состава (кроме операторов РЛС, ввести рабочие места для начальника комплекса, операторов систем РТР и телекодовой передачи данных, техника и механика комплекса для производства оперативных ремонтных работ в полёте)[9][7][10].

В ходе дальнейшей проработки рабочего проекта, кроме изменений, направленных на выполнение вышеуказанных ТТТ, над 1-м фюзеляжным отсеком установили обтекатель головок астросекстантов и осуществили конструктивные меры по обеспечению биологической защиты экипажа от мощного излучения станции «Лиана».
Постройка первого опытного прототипа самолёта ДРЛО осуществлялась на заводе № 18 под непосредственным руководством Куйбышевского филиала ОКБ-156 и под общим руководством основного ОКБ-156. Вся конструкторская документация была срочно подготовлена и передана на завод № 18.
Осенью 1961 года завершён постройкой первый прототип Ту-126 (заводской номер 68601, в ряде документов, проходил под номером 61М601).

### Первый этап испытаний
В январе 1962 года начались заводские испытания первого опытного Ту-126. Руководителем испытательной бригады от ОКБ-156 назначен Н. В. Лашкевич, его заместителем — В. М. Королёв. 23 января 1962 года опытный прототип Ту-126 совершил 1-й полёт (экипаж: командир корабля — лётчик-испытатель И. М. Сухомлин, второй пилот — Липко, штурманы — Руднев и Иксанов, бортинженер — Дралин). Первые семь испытательных полётов выполнены с заводского аэродрома, с установкой на самолёт макетного оборудования станции «Лиана» — для определения лётных характеристик. Восьмой полёт — перелёт на аэродром в Луховицы (Подмосковье), где на самолёт установили действующую РЛС и приступили к первому этапу совместных (заводских и Государственных) испытаний, продолжавшихся до 8 февраля 1964 года. Государственную комиссию по проведению испытаний Ту-126 возглавил генерал Подольский. Программа проведения первого этапа совместных испытаний учитывала большой объём выполненных доводочных испытаний опытного пассажирского Ту-114, поэтому для Ту-126 главная задача испытаний сводилась к доводке РЛС «Лиана» и проверке функциональной совместимости радиоэлектронного оборудования. Бортовой радиоэлектронный комплекс воздушного базирования, созданный с использованием ламповой элементной базы, по уровню своей сложности не имел аналогов в СССР и был доведён исключительно благодаря самоотверженному труду его разработчиков.
В 1962—1963 годах опытный Ту-126 дважды демонстрировался высшему военно-политическому руководству страны на аэродроме в Кубинке.

### Второй этап испытаний
На втором этапе совместных Государственных испытаний (с 8 февраля 1964 года по ноябрь 1964 года) в полном объёме определялись ЛТХ и характеристики устойчивости и управляемости самолёта; оценивались и отрабатывались: возможности взаимодействия Ту-126 с наземными и корабельными командными пунктами, надёжность передачи информации, совместные действия с силами и средствами ПВО, возможность обнаружения воздушных целей на больших высотах над акваториями Баренцева и Карского морей, а также селекции целей над сушей и над ледовым покровом.
В мае 1964 года опытный Ту-126 был показан в Ахтубинске представителю ВПК Л. В. Смирнову и руководству МО СССР .
В соответствии с жёсткими техническими требованиями ВВС (для любого принимаемого на вооружение самолёта — совершенно нового, или созданного на базе доведенного самолёта) программа Госиспытаний Ту-126, помимо испытаний бортового радиоэлектронного комплекса, предусматривала обязательную проверку всего перечня ЛТХ. Эта работа возлагалась на отдельную испытательную бригаду ГК НИИ ВВС, сформированную ещё во время работы макетной комиссии, под руководством п-ка М. Г. Кононова и его заместителя — бортинженера испытателя — Д. Г. Матвиенко. Ведущими военными лётчиками-испытателями последовательно назначались: Г. М. Бархатов, В. И. Кузнецов, В. В. Добровольский, ряд испытательных полётов в качестве командира экипажа на опытном Ту-126 выполнили И. К. Ведерников и другие известные лётчики-испытатели.
24 мая 1964 года, после перелёта опытного Ту-126 во Владимировку, приступили к полномасштабным исследованиям его ЛТХ и характеристик устойчивости и управляемости. В пилотировании Ту-126 был достаточно «строгим», обтекатель РЛС затенял киль, создавал дополнительное сопротивление, что уменьшало дальность, накладывая ограничения на диапазон режимов полёта. Обтекатель РЛС (массой порядка 12 т и диаметром 11 м) вызвал смещение центровки и фокуса самолёта назад, что (по сравнению с Ту-114), привело к изменению характеристик устойчивости и управляемости в продольном канале. Сила аэродинамического сопротивления обтекателя РЛС создавала изменяющийся по величине (в зависимости от скоростного напора) кабрирующий момент, затрудняющий балансировку самолёта. Обтекатель РЛС («Гриб») отрицательно повлиял на взлётно-посадочные характеристики самолёта, при определённых условиях самолёт становился динамически неустойчивым: сразу после уборки закрылков Ту-126 на некоторое время впадал в продольное раскачивание. Дополнительное лобовое сопротивление «Гриба» привело к сокращению радиуса действия самолёта, к снижению его максимальной скорости полёта на большой высоте до 805 км/ч (на 100 км/ч меньше, чем у Ту-95). При достижении максимальной скорости самолёт начинало трясти, но управляемость сохранялась. Снизились характеристики на малых высотах — пришлось значительно снизить максимально допустимый скоростной напор. Если для Ту-95 приборная скорость (соответствующая максимально допустимому скоростному напору) составляла 630 км/ч, а для Ту-114 — 580 км/ч, то для Ту-126 — 530 км/ч. Увеличение массы фюзеляжа и оборудования внутри него, по сравнению с Ту-95, вынудило снизить допустимое значение перегрузки с 2,5 до 1,8 и соответственно снизились характеристики манёвренности.
Испытания продолжались до осени 1964 года.
В декабре 1964 года завершились Государственные испытания первого опытного Ту-126.

### Серийное производство
27 ноября 1963 года (в ходе испытаний первого опытного Ту-126 (№ 61М601)) решением ВПК № 275 от 27 ноября 1963 года самолёт Ту-126 был запущен в серийное производство на заводе № 18 в Куйбышеве.
В апреле 1965 года самолёт был принят на вооружение.
30 апреля 1965 года комплекс ДРЛО Ту-126 Постановлением Совмина СССР № 363—133 от 30 апреля 1965 года, приказами МАП № 075 от 15 мая 1965 года и МО № 041 принят на вооружение войск ПВО СССР.
В период с 1965 до конца 1967 года завод № 18 выпустил восемь серийных Ту-126:
в 1965 году — 2 ед. (№ 65М611 и 65М612),
в 1966 году — 3 ед. (№ 66М613, 66М621 и 66М622),
в 1967 году — 3 ед. (№ 67М623, 67М624 и 67М625).
Три самолёта (№ 65М611, 66М613 и 66М621) сданы заказчику без аппаратуры РЭП, в хвостовой части фюзеляжа на них размещались только автоматы сброса дипольных отражателей.
Самолёты № 65М612 и начиная с № 67М622 выпущены с удлинённой хвостовой частью фюзеляжа, в которой, кроме дипольных отражателей, разместили станцию РЭП из комплекта СПС-100 «Резеда». С учётом удлинения фюзеляжа, площадь подфюзеляжного киля-гребня несколько уменьшена.
Серийное производство продолжалось до 1968 года, всего построено 8 серийных машин.

## Эксплуатация
20 мая 1966 года на аэродроме Мончегорск была сформирована 67-я отдельная авиационная эскадрилья ДРЛО в/ч 32457, в составе двух самолётов Ту-126. Эскадрилья центрального подчинения войск ПВО.
После формирования, в этом же году эскадрилья убыла к месту постоянного базирования, на аэродром Шяуляй (Литовская ССР). По мере поступления самолётов от промышленности, было сформировано два авиационных отряда по 4 самолёта в каждом. Также в эскадрилью перегнали и первую опытную машину, но она была заштатной и собственного экипажа не имела.
Лётный экипаж состоял из 6 человек: командир корабля, помощник КК, два штурмана, бортинженер и бортрадист. Штатное звание командира корабля — майор. Радиотехнический экипаж состоял из 6 офицеров и прапорщиков радиотехнических войск ПВО: командир (офицер наведения), инженер комплекса и четыре оператора. В каждом полёте радиотехнический экипаж состоял из двух смен. Если задание предусматривало дозаправку, то дополнительно на борт брали по одному летчику, штурману и бортинженеру.
Специально для Ту-126 был разработан курс боевой подготовки КБП-Л-69, который предусматривал отработку следующих задач: ведение радиолокационной и радиотехнической разведки в акваториях Карского, Баренцева и Балтийского морей, наведение дальних перехватчиков на воздушные цели на дальних рубежах (северо-западнее Новой Земли), слежение за морскими целями. По мере расширения района полётов морских разведчиков Ту-95РЦ задачу слежения за реальными морскими целями с экипажей Ту-126 сняли, ограничившись тренировками на случайных караванах. Автоматическое наведение перехватчиков Ту-128 тоже толком не работало, было возможно только ручное наведение до 10 самолётов на 10 целей.
На практике Ту-126 оказался в состоянии решать лишь два вида задач: обнаружение и проводка воздушных целей и ведение радиотехнической разведки.
Маршруты полетов пролегали из Шауляя через Ленинград и Архангельск в район Новой Земли или через Кольский полуостров в район Земли Франца-Иосифа. Второй маршрут лежал в Балтийское море, в район о. Готланд. Иногда выполнялись полёты вдоль западной границы СССР до Чёрного моря. Общая продолжительность полёта без дозаправки составляла до 8,5 часов, иногда 9 часов.
Оперативным аэродромом для эскадрильи был Оленегорск. Каждое лето на него перелетала пара Ту-126. Экипажи Ту-126 отрабатывали взаимодействие с перехватчиками Ту-128 с аэродрома Рогачёво, а также с перехватчиками с аэродрома Талаги.
Постоянного боевого дежурства в эскадрилье организовано не было. Все полёты выполнялись по заданию штаба 10-й Отдельной армии ПВО, иногда по заявкам командования Северного флота.
По воспоминаниям ветеранов эскадрильи, самолёт имел очень плохую теплошумоизоляцию (значительно хуже, чем на Ту-114) и сильнейшим шумом в отсеках от системы вентиляции работающей аппаратуры. Плохая металлизация конструкции самолёта приводила с постепенному накапливанию статического электричества — через три часа полёта за некоторые части было невозможно взяться — било током. Операторы РТЭ сидели в плоскости вращения воздушных винтов и через 3-4 часа от широкополосного сильного шума начинали плохо соображать (отсюда и две смены на борту). Спать в отсеке для отдыха было невозможно.
При полётах над морем использовались морские спасательные костюмы МСК-3, ввиду неудобства которых экипажи надевали прямо в самолёте при пересечении береговой черты.
Сильно усложняло жизнь отсутствие на борту вспомогательной силовой установки, особенно в зимнее время.
Плохая защита от мощного высокочастотного излучения приводила к проблемам со здоровьем как у экипажей, так и у наземного обслуживающего персонала.
Эксплуатация продолжалась в основном до 1984—1985 годов, пока не поступил на вооружение (в 1984) самолёт А-50. В дальнейшем Ту-126 оставались на хранении вплоть до 1990 года, пока не были утилизированы. Радиолокационный комплекс «Шмель» самолёта А-50 отрабатывался на первом из построенных Ту-126, который был передан из Шауляя 25 августа 1985 года на завод в Таганрог, где переоборудован в лабораторию Ту-126ЛЛ(А). Этот Ту-126 находился в эксплуатации дольше остальных, вплоть до 1990 года, затем находился на хранении в ЛИИ, был утилизирован в 1995 году.

## Особенности конструкции
В отличие от базового Ту-114, на самолёте полностью перекомпонована пассажирская кабина. Всю переднюю и среднюю части занимают пульты с рабочими местами радиотехнического экипажа, в задней части размещались блоки РЛС, систем радиотехнической разведки и связи. Режимы активного и пассивного поиска применялись поочерёдно. Грибообразная антенна обзорного радиолокатора «Лиана» устанавливалась в обтекателе на пилоне над фюзеляжем. Радиопрозрачный 11-метровый обтекатель вращался в полёте вместе с расположенной внутри антенной со скоростью 10 об/мин. Внутрь обтекателя шла шахта с лестницей. Для снижения влияния СВЧ-излучения на экипаж на остеклении была металлическая экранирующая сетка.
В носовой части фюзеляжа находилась штанга топливоприёмника воздушной заправки «шланг-конус». Внизу кабины располагался большой воздухозаборник системы охлаждения радиоаппаратуры. Внизу хвостовой части фюзеляжа установили фальшкиль, для улучшения путевой устойчивости. Оборонительного стрелкового вооружения на самолёте не было, на части машин в корме устанавливалась аппаратура РЭП СПС-100 «Резеда» и автоматы выброса диполей.

## Основные данные самолёта Ту-126
- двигатели, тип — НК-12МВ
- длина самолёта — 54,1 м
- размах крыла — 51,1 м
- высота — 15,5 м
- взлётная масса — 171 000 кг
- макс. скорость на высоте 9 000 м — 790 км/ч
- крейсерская скорость — 650—700 км/ч
- практический потолок — 10 700 м
- практическая дальность полёта без дозаправки — 7 000 км
- практическая продолжительность полёта с одной дозаправкой — 17-18 ч
- экипаж — 6 человек лётного экипажа и две смены по 6 человек радиотехнического экипажа

## Самолеты сравнимой роли, конфигурации и эпохи
- Lockheed EC-121 Warning Star[англ.] (1949)
- Grumman E-1 Tracer (1956)
- Grumman E-2 Hawkeye (1960)